# Perzische berenklauw
De Perzische berenklauw (Heracleum persicum, synoniemen: Heracleum tromsoensis en H. laciniatum) is een vaste plant, die behoort tot de schermbloemenfamilie (Apiaceae). Het is een exoot uit Zuidwest-Azië. In de 19e eeuw is de soort in het noorden van Noorwegen als tuinplant geïntroduceerd.

## Beschrijving
De plant heeft 10 tot 20 cm lange en 7 tot 13 cm brede, handdelige bladeren. Ze is verwant aan de gewone berenklauw, maar groter. Een nog sterker gelijkende verwante soort is de reuzenberenklauw, die echter groter wordt, maar één stengel vormt en na de bloei afsterft.
De Perzische berenklauw kan, afhankelijk van de groeiplaats, in de lente in een paar maanden tijd uitgroeien tot 1,5 à 2,5 m hoog. De plant vormt meerdere stengels. De borstelig behaarde, holle stengels met op de knopen tussenschotten zijn vanaf de basis roodbruin en tot 50 mm dik. De 10 tot 20 cm lange en 7 tot 13 cm brede gelobde bladeren zijn langer dan breed en aan de onderkant dicht behaard. 
De Perzische berenklauw bloeit van juli tot in september met een samengesteld scherm van de 1ste orde vol witte, 15 tot 30 mm grote bloemen, die vijf bloemdekbladen en vijf meeldraden hebben. De schermpjes hebben 50 tot 85, witte, 15 tot 30 mm grote bloemen. Het schutblad van het hoofdscherm valt spoedig af, de 10 tot 18 schutblaadjes blijven zitten.

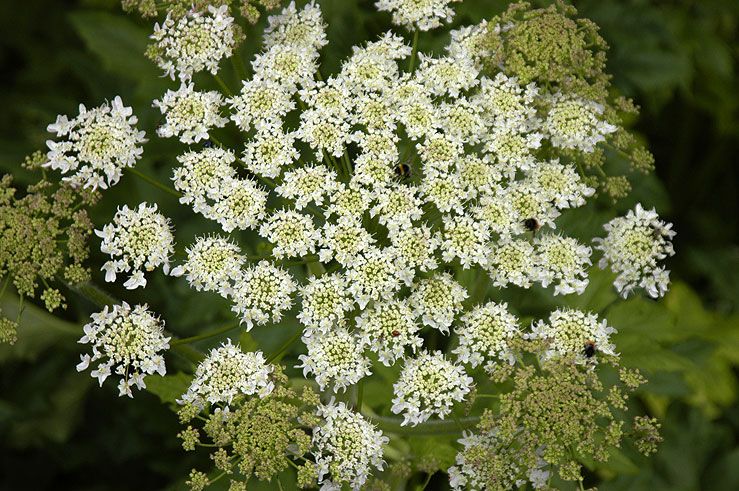
Bloeiwijze

De gevleugelde, breed-ovale, tweedelige splitvrucht is 7 à 8 mm lang en heeft eenzadige deelvruchtjes.

## Invasieve uitheemse soort
De soort vormt zeer dichte populaties en concurreert met de inheemse vegetatie. De Perzische berenklauw is zeer kiemkrachtig en neemt bovendien met zijn bladeren al het licht voor andere planten weg. Sinds 2016 staat de soort opgenomen op de lijst van invasieve uitheemse soorten, exoten die zorgwekkend zijn voor de Europese Unie. Dit betekent dat de soort nergens in de Europese Unie meer mag worden ingevoerd, vervoerd, gecommercialiseerd, aangeplant, geteeld, gebruikt, uitgewisseld of in de natuur gebracht.

## Werking op het lichaam

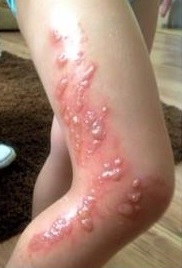
Blaren ontstaan door aanraking van de (reuzen)berenklauw

De Perzische berenklauw is voor schapen eetbaar. Het sap van de plant bevat furocumarinen, die voor mensen sterk fototoxisch zijn. Blootstelling aan zonlicht na contact met het sap kan bij sommige mensen na 24 uur rode jeukende vlekken veroorzaken, die gevolgd worden door zwelling en blaarvorming (fytofotodermatitis). Het letsel kan eruitzien als een brandwond en het kan twee weken duren voordat het genezen is. Als litteken kan er een bruinverkleuring van de huid optreden. Wanneer het sap in de ogen komt, kan dit tot blindheid leiden. Als voorzorgsmaatregel moet dus elk contact met het plantensap vermeden worden; als dit toch gebeurd is, moet het sap zo snel mogelijk afgespoeld worden en moet blootstelling aan zonlicht van de huiddelen die in contact geweest zijn met het sap vermeden worden.

## Gebruik
In de Iraanse keuken worden de bloemblaadjes van de Perzische berenklauw gebruikt in een specerijenmengsel voor het kruiden van rijstschotels, kip- en bonengerechten. De gemalen vruchten worden gebruikt voor het kruiden van Iraanse gerechten met tuinbonen, linzen en andere peulvruchten en groenten, aardappels, soepen en stoofpotten. Vaak wordt het ook gestrooid op granaatappelzaden. Verder wordt het poeder gebruikt in sladressings. 
De jonge bladeren en bladstelen worden op zuur gezet (golpar toraei (persisch:گلپر تورایی)).

## Etherische olie
In de plant komen veel etherische oliën voor.
- In onrijpe toestand zijn de belangrijkste oliën E-anethol (47,0%), terpinolen (20,0%), γ-terpinen (11,6%) en limonenen (11,5%).
- Tijdens de volle bloei komen de volgende hoeveelheden voor: (E-)anethol (60,2%), terpinolen (11,3%) γ-terpinen (7,1%).
- Onder de 30 verbindingen die in de vrucht voorkomen zijn de belangrijkste: hexylbutyraat (22,5-35,5%), octylacetaat (19-27%) en hexylisobutyraat (9,1-3,2%).